# 劉燡
劉燡（？—？），字小甫，號悔復，湖北黄州府廣濟县（今武穴市）人。中國清朝官員。
劉燡為咸丰九年（1859年）己未科湖北乡试解元，同治二年（1863年）癸亥恩科二甲進士。選庶吉士，散館授編修。官至湖南常德府知府。
子劉寅浚，光绪庚寅进士。